# Youssef En-Nesyri
Youssef En-Nesyri (ur. 1 czerwca 1997 w Fezie) – marokański piłkarz, występujący na pozycji napastnika w tureckim klubie Fenerbahçe SK oraz w reprezentacji Maroka. Półfinalista Mistrzostw Świata 2022. Uczestnik Mistrzostw Świata 2018 oraz Pucharu Narodów Afryki 2017, 2019, 2021 i 2023. Wychowanek Málaga CF.

## Sukcesy

### Sevilla
- Liga Europy UEFA: 2019/2020, 2022/2023

### Wyróżnienia
- Piłkarz sezonu w CD Leganés: 2018/2019
- Piłkarz miesiąca Primera División: Styczeń 2021[2], Kwiecień 2023[3]

### Rekordy
- Najwięcej goli dla reprezentacji Maroka na Mistrzostwach świata: 3 gole